# Кировский сельский совет (Бериславский район)
Кировский сельский совет (укр. Кіровська сільська рада) — входит в состав
Бериславского района
Херсонской области
Украины.
Административный центр сельского совета находится в 
с. Лиманец
.

## История
- 1917 — дата образования.

## Населённые пункты совета
- с. Лиманец
- с. Ветровое
- с. Ингуловка
- с. Чайкино

## Ликвидированные населённые пункты совета
- с. Ветрово
- с. Комаровка